# Landkreis Garmisch-Partenkirchen

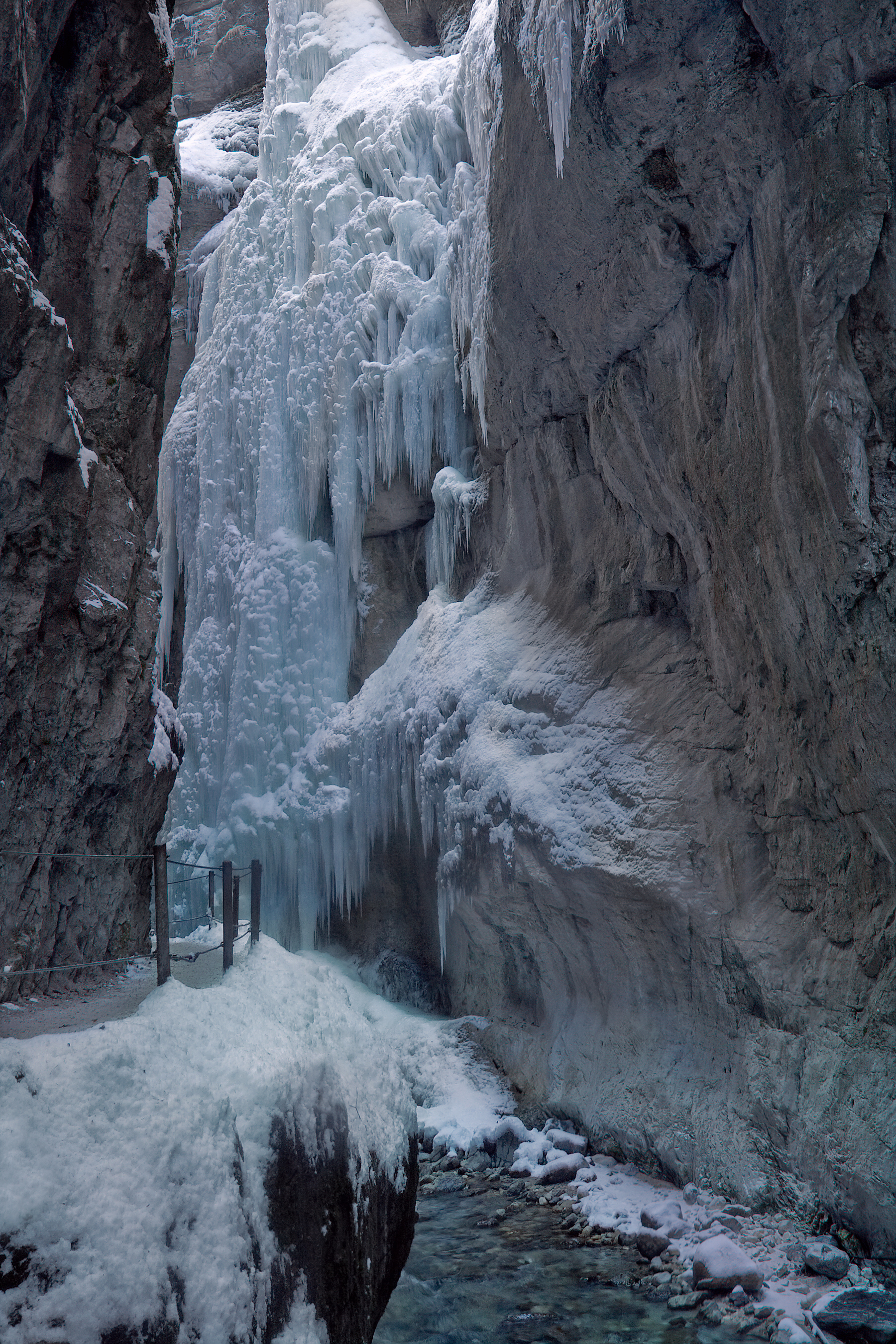
Bevroren waterval in Partnachklamm, district Garmisch Partenkirchen

Landkreis Garmisch-Partenkirchen is een Landkreis in het zuiden van de Duitse deelstaat Beieren, regio Oberbayern. De Landkreis telt 88.279 inwoners (31 december 2020) op een oppervlakte van 1.012,28 km². Een groot deel van Landkreis Garmisch-Partenkirchen behoort tot de Alpen.

## Gebiedskenmerken
Landschappelijk gezien valt Landkreis Garmisch-Partenkirchen in drie delen uiteen: het Werdenfelserland, het Boven Ammertal en het Murnauer Alpenvoorland. Het Werdenfelserland omvat het gehele zuidelijke deel van de Landkreis (het grensgebied met de Oostenrijkse provincie Tirol) en maakt in zijn geheel deel uit van de Alpen. Het gebied rijk aan besneeuwde bergtoppen, uitgestrekte bossen en bergmeren. Tussen 1294 en 1802 was het Werdenfelserland een klein graafschap. De resten van het kasteel, waarin de heren van Werdenfels zetelden (Burgruine Werdenfels) zijn te vinden op een heuveltop direct ten noorden van de stad Garmisch-Partenkirchen. Het dal waarin de plaats Oberammergau ligt wordt het Boven Ammertal (Oberes Ammertal) genoemd. De plaats Oberammergau is wereldberoemd vanwege de Passiespelen die hier sinds 1634 elke 10 jaar plaatsvinden. Het gehele noorden van de Landkreis wordt in beslag genomen door het Murnauer Alpenvoorland. Centraal in dit gebied ligt het Staffelmeer (Staffelsee) met daaraan het stadje Murnau. Vanaf de heuvels rond het Staffelmeer is het uitzicht op de Alpen prachtig. De bekende Russische kunstenaar Kandinsky woonde rond 1910 enkele jaren in Murnau, alwaar hij enige van zijn grootste werken schilderde.

## Economie
Vanwege het mooie landschap is Landkreis Garmisch-Partenkirchen een geliefd toeristengebied. In het bijzonder geldt dit voor het Werdenfelserland. Vooral de stad Garmisch-Partenkirchen geniet als toeristenplaats bekendheid. Doordat Garmisch-Partenkirchen de concurrentieslag tegen andere wintersportcentra in de Alpen verloor (lage ligging / kleine voor grootschalige skisportbeoefening geschikte gebieden), heeft het toerisme hier echter nooit de intensiteit kunnen bereiken zoals elders in de Alpen. Door vele inwoners van het gebied wordt dit  eerder als een zegen dan als een vloek gezien. Rond Garmisch-Partenkirchen en Mittenwald nodigen de wandel- en bergpaden uit tot het maken van wandel- en bergtochten. Bad Kohlgrub en Bad Bayersoien, beide gelegen in het Murnauer Alpenvoorland, zijn gerenommeerde kuuroorden. Bad Kohlgrub is in heel Duitsland bekend vanwege zijn modderkuren. In de stad Garmisch-Partenkirchen heeft het wellness- en congrestoerisme de afgelopen jaren een flinke groei doorgemaakt.
Vanaf de jaren dertig heeft de stad Garmisch-Partenkirchen zich ontwikkeld tot een belangrijk verzorgingscentrum voor een deel van het gebied ten zuiden van München. Hier bevindt zich niet alleen het bestuurlijk centrum van de Landkreis. Ook is de stad het centrum van het Duitse Postdistrict 82 en behoort het plaatselijke ziekenhuis tot de groteren in Beieren. Tevens zetelen in de stad een aantal onderzoeksinstellingen.
Een andere belangrijke inkomstenbron voor Landkreis Garmisch-Partenkirchen is de houtsnijkunst. Het gaat hier om het maken van meubels, violen en (christelijke) kunstobjecten. De houtsnijkunst vindt zijn oorsprong in de late Middeleeuwen. Doordat het belang van de handelsroute Venetië-Augsburg - welke via deze streek liep - afnam, boorden de boeren, die een belangrijk deel van hun inkomsten verloren zagen gaan, nieuwe inkomstenbronnen aan. Daar de streek zeer bosrijk was (en nog steeds is) konden hier tegen een lage prijs christelijke kunstattributen voor de vele kloosters in Beieren (en elders) worden geproduceerd. Door de opkomst van het toerisme, vanaf het midden van de negentiende eeuw, blijft de houtsnijkunst als winstgevend ambacht behouden (houtsnijwerk als souvenir). De plaatsen Oberammergau en Mittenwald zijn tot ver buiten Duitsland bekend vanwege de houtsnijkunst.
De hierboven genoemde economische activiteiten bieden echter niet aan iedereen werk. Daarom werken steeds meer mensen uit Landkreis Garmisch-Partenkirchen in de 70 kilometer noordelijker gelegen miljoenenstad München.

## Gemeenten
De volgende gemeenten behoren tot Landkreis Garmisch-Partenkirchen:
- Bad Bayersoien
- Bad Kohlgrub
- Eschenlohe
- Ettal
- Farchant
- Garmisch-Partenkirchen
- Grainau
- Grossweil
- Krun
- Mittenwald
- Murnau
- Oberammergau
- Oberau
- Ohlstadt
- Riegsee
- Saulgrub
- Schwaigen
- Seehausen am Staffelsee
- Spatzenhausen
- Uffing am Staffelsee
- Unterammergau
- Wallgau

Aichach-Friedberg · Altötting · Amberg · Amberg-Sulzbach · Ansbach (stad) · Landkreis Ansbach · Aschaffenburg (stad) · Landkreis Aschaffenburg · Augsburg (stad) · Landkreis Augsburg · Bad Kissingen · Bad Tölz-Wolfratshausen · Bamberg (stad) · Landkreis Bamberg · Bayreuth (stad) · Landkreis Bayreuth · Berchtesgadener Land · Cham · Coburg (stad) · Landkreis Coburg · Dachau · Deggendorf · Dillingen an der Donau · Dingolfing Landau · Donau-Ries · Ebersberg · Eichstätt · Erding · Erlangen · Erlangen-Höchstadt · Forchheim · Freising · Feyung-Grafenau · Fürstenfeldbruck · Fürth (stad) · Landkreis Fürth · Garmisch-Partenkirchen · Günzburg · Haßberge · Hof (stad) · Landkreis Hof · Ingolstadt · Kaufbeuren · Kelheim · Kempten im Allgäu · Kitzingen · Kronach · Kulmbach · Landsberg am Lech · Landshut (stad) · Landkreis Landshut · Lichtenfels · Lindau · Main-Spessart · Memmingen · Miesbach · Miltenberg · Mühldorf am Inn · München · Landkreis München · Neuburg-Schrobenhausen · Neumarkt in der Oberpfalz · Neurenberg · Neustadt an der Aisch-Bad Windsheim · Neustadt an der Waldnaab · Neu-Ulm · Nürnberger Land · Oberallgäu · Ostallgäu · Passau (stad) · Landkreis Passau · Pfaffenhofen an der Ilm · Regen · Regensburg (stad) · Landkreis Regensburg · Rhön-Grabfeld · Rosenheim (stad) · Landkreis Rosenheim · Roth · Rottal-Inn · Schwabach · Schwandorf · Schweinfurt (stad) · Landkreis Schweinfurt · Starnberg · Straubing · Straubing-Bogen · Tirschenreuth · Traunstein · Unterallgäu · Weiden in der Oberpfalz · Weilheim-Schongau · Weißenburg-Gunzenhausen · Wunsiedel im Fichtelgebirge · Würzburg (stad) · Landkreis Würzburg
Bad Bayersoien ·
Bad Kohlgrub ·
Eschenlohe ·
Ettal ·
Farchant ·
Garmisch-Partenkirchen ·
Grainau ·
Großweil ·
Krün ·
Mittenwald ·
Murnau a.Staffelsee ·
Oberammergau ·
Oberau ·
Ohlstadt ·
Riegsee ·
Saulgrub ·
Schwaigen ·
Seehausen a.Staffelsee ·
Spatzenhausen ·
Uffing a.Staffelsee ·
Unterammergau ·
Wallgau
Gemeentevrij gebied: Ettaler Forst